# Agora (Thracië)
Agora (Oudgrieks: Ἀγορά, Agorá) was een oud-Griekse polis, gelegen midden op de Thracische Chersonesos. Xerxes I trok erdoorheen in 480 v.Chr. bij zijn inval in Griekenland. Het kan waarschijnlijk worden gelijkgesteld met Ἀγοραῖον τεῖχος bij Stephanus van Byzantium, op de plaats van het latere Lysimacheia.